# Marcus Valerius (Konsul 505 v. Chr.)
Marcus Valerius Volusi filius war angeblich 505 v. Chr. Konsul der jungen römischen Republik. Er war der Bruder des (gleichfalls sagenhaften) Publius Valerius Poplicola und gehörte dem patrizischen Geschlecht der Valerier an. Sein in den fasti consulares überlieferter Beiname Volusus ist anderswo nicht belegt. Der antike Biograph Plutarch berichtet, Valerius habe 509 v. Chr. den Konsul Marcus Horatius Pulvillus an der Durchführung der Weihe eines Jupitertempels gehindert, um die Ehre seines Bruders zu bewahren.
Er beteiligte sich angeblich mit Titus Lucretius am Krieg gegen Porsenna, soll aber verwundet aus der Schlacht getragen worden sein (so Dionysios von Halikarnassos). Bei Plutarch fehlt diese Episode.
Sowohl die fasti triumphales als auch die Historiker Livius, Plutarch und Dionysios stimmen überein, dass Valerius nach einem Sieg über die Sabiner einen Triumphzug gehalten habe; einzig Plutarch schreibt diesen Triumphzug dem Valerius allein zu, während die übrigen Quellen ihn auch seinem Amtskollegen zuweisen. Plutarch und Dionysios berichten, dass Valerius von der römischen Stadtgemeinde ein Grundstück und die Kosten zum Bau des Hauses erhalten haben soll, was bisher in Rom nicht üblich gewesen sei.
Über seinen Tod in der Schlacht am See Regillus nach einer Gesandtschaft zu den Latinern gibt es bei Livius und Dionysios Berichte, die jedoch tendenziellen, ja sagenhaften Charakter haben.